# Auslastungsanalyse
Die Auslastungsanalyse im Arbeitsstudium ist ein Verfahren zur Anforderungsanalyse und dient dazu, den Grad der zeitlichen Inanspruchnahme und Arbeitsbelastung der Mitarbeiter an verschiedenen Arbeitsplätzen zu vergleichen.

## Allgemeines
Die Auslastungsanalyse kann beispielsweise den Zweck haben, die Möglichkeit einer Einführung von Jobrotation oder gar Gruppenarbeit zu überprüfen. Weitere Zwecke können die Verbesserung der Personaleinsatzes, ganz allgemein die Reduzierung von Wartezeiten und Brachzeiten sein.
Die Analyse dient vornehmlich als Entscheidungshilfe und soll die Anforderungsstrukturen an den verschiedenen Arbeitsplätzen aufzeigen. Grundsätzlich soll dabei geprüft werden, ob ein Belastungsausgleich an den Arbeitsplätzen möglich ist (siehe auch: Arbeitsstrukturierung). Weiterhin kann beurteilt werden, ob der volle Personaleinsatz auf den überprüften Arbeitsplätzen notwendig ist.

## Ablauf

Ablauf der Auslastungsanalyse

Die Auslastungsanalyse erfolgt dabei in sieben Schritten (Bild):
1. Repräsentanznachweis,
2. Gliederung der Aufnahmezeit mit Datenerhebung,
3. Belastungsstudie,
4. Anforderungsstruktur,
5. Beschreibung der Arbeitssituation,
6. Gestaltung und
7. Überprüfung.

Soweit an den Arbeitsplätzen in Wechselschicht gearbeitet wird, bei denen in der Früh-, Spät- oder Nachtschicht mit unterschiedlichen Belastungen der Mitarbeiter abhängig von der Schichtart zu rechnen ist, müssen in den jeweiligen Schichten einzelne Analysen durchgeführt werden.

## Durchführung
In einer einführenden Arbeitskreissitzung, an der
- die Technik beziehungsweise Technische Entwicklung,
- die Personal- und Arbeitsplanung der Personalabteilung,
- die Personalentwicklung der Personalabteilung und
- der Betriebsrat

teilnehmen sollten, wird die Vorgehensweise für die Untersuchung besprochen.

### Repräsentanznachweis
Repräsentanznachweise dienen dem Nachweis der Gültigkeit der Untersuchungen, das heißt, es muss sichergestellt sein, dass „normale“ Verhältnisse herrschen. Beispielsweise muss das Personal vollständig sein, das Produktionsprogramm darf keine ungewöhnlichen Anforderungen stellen, Auftragsmangel darf nicht vorliegen etc.
Der erste Schritt eines Repräsentanznachweises liegt darin, zu überprüfen, ob sich Untersuchungszeiträume nicht durch saisonal bedingte Einflüsse (Saisonbetriebe) und wirtschaftliche Einflüsse unterscheiden. Zusätzlich dazu dürfen zwischen den Zeiträumen keine technischen Veränderungen und
organisatorisch/personelle Veränderungen an den zu untersuchenden Arbeitsplätzen stattfinden.
Die geringsten saisonal bedingten Einflüsse finden sich in den Monaten November, Februar und März.
Eine weiterführende Möglichkeit des Repräsentanznachweises besteht in der Durchführung von Zeitgliederungen, die sich an einzelnen Tätigkeiten orientieren. Dazu werden für die zu untersuchenden Arbeitsplätze Tätigkeitsprofile erstellt und wenn möglich mit Tätigkeitsprofilen, die weiter zurückliegenden Untersuchungen entstammen, verglichen und auf Gültigkeit kontrolliert.
Die Repräsentanznachweise sollten umfassen
- den Ort der Tätigkeit,
- die mengenbezogene Leistung,
- die massenbezogene Leistung,
- die Transportmittel,
- die Schicht,
- den Zeitpunkt oder
- den Kunden.

### Gliederung der Aufnahmezeit mit Datenerhebung

Beispiel Tätigkeitsverteilung an zwei Arbeitsplätzen

Für jeden untersuchten Arbeitsplatz wird eine detaillierte Gliederung der Aufnahmezeit angefertigt. In diesen Zeitgerüsten sind sämtliche anfallenden Arbeitsaufgaben mit entsprechendem Zeitanteil aufgeführt.
Durch eine Gliederung der Aufnahmezeiten lassen sich die Zeitanteile von Tätigkeiten an den Arbeitsplätzen konkretisieren und Tätigkeitskategorien identifizieren. Zusätzlich können Tätigkeitsprofile der einzelnen Arbeitsplätze erstellt werden, um deren Vergleich zu erleichtern.
Die Zeitanteile und die Zeitpunkte der Tätigkeiten können mit Hilfe von Zeitstudien oder Multimomentstudien ermittelt werden. Ein Diagramm zur Tätigkeitsverteilung kann Zusammenhänge aufzeigen und Hinweise auf zusammenlegbare Arbeitsplätze liefern. Beispielhaft ist ein Diagramm in Bild dargestellt.

### Auswertung der Anforderungsstruktur

Anforderungsstruktur als Anforderungsprofil

Die Anforderungsstruktur an den verschiedenen Arbeitsplätzen wird durch Zusammenfassung der Tätigkeitselemente nach Anforderungsarten, die auf Belastungsmerkmalen beruhen, ermittelt. Hier sollten auch Anforderungsprofile erstellt werden. Ein Anforderungsprofil könnte graphisch so aussehen, wie im Bild dargestellt.

### Auswertung der Belastungsstruktur
Zur Erfassung der Ist-Belastung in Abhängigkeit von den Tätigkeiten wird für jeden Arbeitsplatz eine Belastungsstudie durchgeführt. Die Belastungsarten werden auf drei Ebenen ermittelt:
1. physische Belastung (ergonomische Merkmale),
2. psychische Belastung (psychosoziale Merkmale) sowie
3. Notwendigkeit der Tätigkeiten.

Die Belastungen der ersten zwei Ebenen lassen sich dabei über jeweils geeignete Methoden der Anforderungsanalyse gewinnen. Auf der dritten Ebene werden die Belastungen innerhalb der Tätigkeitskategorien überprüft, um eine Einordnung der Tätigkeitskategorien in
- notwendige,
- nicht notwendige und
- notwendige aber automatisierbare

Tätigkeiten zu ermöglichen, so dass später eine Zuordnung von passenden Zeitanteilen die Bildung von ganzheitlichen Aufgaben erleichtert.
Die Belastungsstudien können zum Auffinden verschiedener Möglichkeiten von Belastungsausgleichen dienen (Arbeitsstrukturierung). Hierbei sollte beachtet werden, dass nicht die Höhe einer Belastung für die Gesamtbeanspruchung der Mitarbeiter ausschlaggebend ist, sondern die Struktur der Belastung.
Weiterhin werden die Belastungsstudien zur Bewertung der Arbeitsplätze benötigt.

### Beschreibung der Arbeitssituation
Repräsentanznachweis, Aufnahmezeit, Anforderungsstruktur und Belastungsstudie finden zusammenfassend Abschluss in der Beschreibung der Arbeitssituation, die dazu dient, Vorschläge für eine Neuordnung von Tätigkeiten und Arbeitsplätzen systematisch zu erarbeiten.

### Gestaltung
Bei der Umsetzung der Vorschläge soll auch die in der Belastungsstudie erfolgte Überprüfung der Notwendigkeit der Tätigkeiten Berücksichtigung finden.
Beispielsweise kann einem Arbeitsplatz, an dem zu einem bestimmten Zeitpunkt keine Tätigkeit vorliegt, eine Tätigkeit zugeordnet werden, so dass durch die Zuordnung mehrerer Tätigkeiten neue Arbeitsinhalte entstehen. Allerdings ist neben den technischen Voraussetzungen zu prüfen, ob durch die Zusammenlegung der Tätigkeiten entstehende Belastung der Mitarbeiter eine Überlastung in psychischer oder physischer Hinsicht entsteht.
Andererseits: Ungünstige Belastungsstrukturen sowie einseitige Belastungen lassen sich unter Umständen durch Arbeitsplatzwechsel oder geänderte Aufgabenverteilungen ausgleichen. Die ermittelten Anforderungsstrukturen geben hierüber Auskunft. Deshalb sollte jetzt versucht werden, die Arbeitsplätze durch geeignete organisatorische Maßnahmen so zusammenzufassen, dass Arbeitsplatzrotation beziehungsweise Gruppenarbeit ermöglicht wird.

### Überprüfung
Gruppenarbeit allein unter dem Gesichtspunkt des Belastungsausgleichs zu betrachten, stellt eine zu kurze und einseitige Sichtweise dieser Form der Arbeitsorganisation dar. So gestaltete Arbeitsplätze werden dauerhaft nicht auf die Akzeptanz der Mitarbeiter stoßen. Hierbei ist weiterhin zu bedenken, dass durch Gruppenarbeit Selbstorganisationsprozesse zwangsläufig verstärkt entstehen und damit das Arbeitssystem und sein Austausch mit der Umwelt zwangsläufig auf ein neues Niveau gehoben wird. Arbeitsgestalter sind gut beraten, wenn sie das von Anfang an in Rechnung stellen. Daher bildet eine Überprüfung der Tätigkeiten auf sequentielle und hierarchische Vollständigkeit im Sinne der Handlungsregulationstheorien als Voraussetzung für Persönlichkeitsförderlichkeit einen notwendigen weiteren Schritt. Diese Überprüfung könnte zum Beispiel mit Hilfe des VERA und RHIA (Anforderungsermittlung) erfolgen.